# Västra Björntjärnen, Värmland
Västra Björntjärnen är en sjö i Filipstads kommun i Värmland och ingår i Göta älvs huvudavrinningsområde.